# Dytikó
Dytikó är en ort i Grekland.   Den ligger i prefekturen Nomós Péllis och regionen Mellersta Makedonien, i den norra delen av landet, 300 km norr om huvudstaden Aten. Dytikó ligger 75 meter över havet och antalet invånare är 476.
Terrängen runt Dytikó är platt åt sydost, men åt nordväst är den kuperad.Runt Dytikó är det ganska tätbefolkat, med 67 invånare per kvadratkilometer. Närmaste större samhälle är Giannitsá, 12,6 km sydväst om Dytikó. Trakten runt Dytikó består till största delen av jordbruksmark.